# Pedro Prieto
Pedro Prieto (nacido en Madrid) es un ingeniero técnico español que ha desempeñado su carrera profesional en el sector de las telecomunicaciones y que se ha convertido en uno de los principales activistas y divulgadores de la cuestión del cénit del petróleo. En la actualidad ostenta el cargo de vicepresidente en la Asociación Española para el Estudio de los Recursos Energéticos (AEREN), es miembro de Científicos por el Medio Ambiente (CiMA), del consejo internacional de ASPO. y del comité de expertos del think tank francés The Shift Project.
Entre sus principales aportaciones a la investigación sobre el Cénit, está la modelización de los peak oil exports, o Cénit de las exportaciones de petróleo y su análisis como fuente de potenciales conflictos geopolíticos.

## Obras
Ha escrito numerosos artículos en diversos medios y ha traducido a autores de lengua inglesa sobre la cuestión del Cénit como Richard C. Duncan y Richard Heinberg, además de impartir conferencias y participar en debates públicos sobre dicho tema.
Algunos de sus ensayos más conocidos son:
- Kioto o Upsala Club de Amigos de la UNESCO, 2005.[5]
- Un cuento de terror-ismo energético. Club de Amigos de la UNESCO, 2003.[6]
- El libro de la selva. AEREN, 2004.[7]

En enero de 2013 publicó junto con el profesor Charles A. S. Hall el libro Spain’s Photovoltaic Revolution: The Energy Return on Investment, el primer estudio en profundidad de la tasa de retorno energético en sistemas fotovoltaicos de gran escala en un país desarrollado.